# Jalkapallon suomenmestaruuskilpailut 1924
Šestnáctý ročník Jalkapallon suomenmestaruuskilpailut (Finského fotbalového mistrovství) se konal za účastí čtyř klubů v roce 1924.
Vítězem turnaje se stal potřetí ve své klubové historii Åbo IFK, který porazil ve finále HPS 4:3.